# Tossal de Montserè
El Tossal de Montserè és una muntanya de 1.080,6 metres de l'actual terme de Conca de Dalt. Antigament feia de límit entre els antics municipis de Claverol i d'Hortoneda de la Conca. Queda a prop i al nord-oest de la Serra de Pessonada, al nord-oest de Pessonada, a llevant de Sant Martí de Canals i al sud-est de Claverol (Conca de Dalt).